# Іґнацій Огінський
Іґнацій Ог(ґ)інський гербу власного (нар. бл 1698 — пом. 25 січня 1775, Галле) — державний діяч, дипломат Великого князівства Литовського та Речі Посполитої, обозний великий литовський (1729—1744), маршалок надвірний (1744—1750) і великий (1750—1768) литовський, Віленський каштелян (1768—1775); маршалок Головного трибуналу Великого князівства Литовського (1732); староста борисовський, браславський, мацьковський, василіський, кадариський, козянський, куписький, пенянський, плотельський.

## Життєпис
Походив Іґнацій із найстаршої княжої гілки роду Огінських гербу власного Оґінець (Оґінський). Він народився близько 1698 року в сім'ї, на той час, мечника великого литовського Марціяна Міхала Огінського та Терези з Берестовських (Бжостовських). Був найстаршим сином, мав 4 братів і 4 сестер.
Ймовірно, вже 1720 року Іґнацій отримав першу королівщину — негродове староство борисовське, починаючи з 1720-х років також володів Василіським староством у Лідському повіті. Обирався послом від Вітебського воєводства на сейми 1724 і 1726 років. Під час останнього з них Іґнацій Огінський був призначений до складу комісії для переговорів із міністром віденського двору та для перевірки надходжень від гіберни, чопового, шеляжного і єврейського подушного податку в Оршанському повіті.
Протягом 1728—1738 років був старостою браславським. 6 червня 1729 року був призначений королем Августом II на посаду обозного великого литовського.
Огінський був обраний послом вітебським на сейм 1729 року, належав до литовської опозиції, яка його зірвала. Обирався також послом на сейми 1730 року від Браславського повіту, 1733, 1736 і 1738 років від Інфлянтського воєводства.
1732 року був обраний депутатом Головного трибуналу Великого князівства Литовського від Вільна. На початку його роботи магнати, здебільшого Огінські та Сапіги, спираючись на принцип лат. Incompatibilitas ministerium (заборона поєднання посад міністра та маршалка трибунальського) і прихильність Трибуналу, переконали його маршалка та великого канцлера Міхала Сервація Вишневецького поступитися маршалківством на користь Іґнація Огінського. Фактично, останній був віцемаршалком Трибуналу, керуючи ним до 11 серпня, після чого він передав маршальський жезл своєму молодшому братові Станіславу Єжи (Юрію); депутатом цього Трибуналу був також їхній батько Марціян Міхал.
1733 року був електором Станіслава Лещинського від Віленського воєводства. Був членом Дзіковської конфедерації 1734 року.
1736 року був відзначений Орденом Білого Орла. На пацифікаційному сеймі 1736 року, разом з іншими «станіславчиками» визнав владу Августа III. Під час сейму, як підкоморій, увійшов до надзвичайного суду, який розглядав справи про злочини проти королівського маєстату.
З початку 1730-х років Іґнацій Огінський був хорунжим гусарів знаку королівського, з 1738 року був поручником п'ятигорським знаку королевича, що дозволяло йому називатися полковником Його Величності і Речі Посполитої. Передав у цесію Міхалу Казімєжу Огінському Василіське староство, продав Браславське староство, купив Мацьковське (у Троцькому повіті) і 1741 року називався старостою борисівським і мацьковським.
Завдяки великому впливу дружини Гелени Огінської при дворі російської імператриці Анни Іванівни, Іґнацій Огінський у січні 1740 року став надзвичайним послом Речі Посполитої в Петербурзі. Акредитовані там західні посли відмічали, що саме Гелена була фактичним дипломатом, а її чоловік виконував лише представницькі обов'язки. Посольство, яке тривало з січня по червень 1740 року, було абсолютно безрезультатним з точки зору інтересів Речі Посполитої. Огінський прагнув не допустити розгортання війська під проводом Бургарда-Крістофа Мініха на зимових квартирах у Польщі та вимагати відшкодування збитків, завданих цією армією під час її походу через Річ Посполиту 1738 року. Проте, посол отримав лише обіцянку скромної компенсації та комісійного розслідування подальших збитків, спричинених поверненням росіян, і нібито запевнення імператриці, що російські війська ніколи більше не перетнуть кордонів Речі Посполитої. Саме посольство принесло Огінським коштовні подарунки, власне, як і наступне, що тривало з березня 1743 по січень 1744 років за правління імператриці Єлизавети Петрівни. Цього разу, зокрема, посол намагався залагодити питання коригування кордонів і домогтися повернення на курляндський престол Ернста-Йоганна фон Бірона. У секретній частині виданої йому інструкції говорилося, щоб посол вимагав від Росії припинити напади січових козаків на польські землі. Проте, він нічого не домігся, тому що ці вимоги реально не підтримували Август III і Генріх фон Брюль, які хотіли будь-що уникнути роздратування Росії.
19 вересня 1744 року Іґнацій Огінський був призначений на вакантну посаду маршалка надвірного литовського. Це відбулося, зокрема, за рекомендацією російської цариці Єлизавети.
Огінський був членом масонських лож у Вишнівці та Дуклі (1742 і 1749 роки).
21 серпня 1750 року Іґнацій Огінський став маршалком великим литовським. 1752 року отримав у цесію староства купиське та пенянське, у травні 1758 року — староства кадариське та козянське у Браславському повіті.
Починаючи з 1760 року у своїй політичній діяльності великий маршалок підтримував «Фамілію» та Чорторийських, орієнтувався на Російську імперію, за що Катерина II зберегла за ним право на маєтки у східній Білорусі.
Під час конвокаційного сейму 1764 року Іґнацій Огінський як маршалок великий литовський виконував обов'язки маршалка великого коронного, оскільки Францішек Бєлінський був відсторонений від своїх обов'язків. Огінський увійшов також до ради Примаса. Під час елекції 1764 року став суддею Генерального каптурового суду, щоб стежити за дотриманням встановленого виборчого порядку. Він публічно оголосив результат виборів, а потім вислухав присягу нового монарха Станіслава-Августа Понятовського. Був членом Генеральної конфедерації Великого князівства Литовського 1764 року.
1766 року за королівським дозволом Огінський їздив за кордон лікуватися «на води». На переломі 1767/1768 років придбав у Міхала Бжостовського плотельське староство на Жмуді, а 22 лютого 1768 року став Віленським каштеляном після смерті Міхала Юзефа Масальського. Остаточно він припинив участь у політичному житті Речі Посполитої після її першого поділу 1772 року.
Іґнацій Огінський помер 1775 року в Галле. Тіло було перевезене до Вітебська й поховане у місцевому костелі єзуїтів.

## Маєтності та фундації
Іґнацій Огінський володів значними маєтностями, більшість яких були зосереджені у Ошмянському, Оршанському та Браславському повітах Великого князівства Литовського. Вони складалися з палаців у Варшаві, Бобрі й Ів'ї, міста Соколув і фільварку Заборишкі у Підляському воєводстві (від 1767 року), фільварків Пошешупе (Троцький повіт) і Полєсьє (Новогрудське воєводство), дідичних маєтків Бобр (Оршанський повіт) і Мокрово (Новогрудське воєводство), Ґрушлавки і Вєжайцє на Жмуді. Зокрема, маєток Ів'є налічував 2 міста (Ів'є та Міколайов), 4 фільварки та 43 села. Огінський також здавав в оренду королівщину Білавичі та декілька сіл в Гродненській економії, володів маєтком Пуща в Оршанському повіті, переданим йому в 1737 році батьком, також управляв маєтками Лукніки і Вайґува.
Подружжя Огінських надало багато послуг костелам і монастирям, як у своїх литовських резиденціях, у своїх королівських маєтках (наприклад, у Борисові), так і у столицях Великого князівства Литовського та Речі Посполитої. Так, в Ів'є Ошмянського повіту вони фінансували перебудову костелу та кляштору бернардинів, заснували шпиталь на 8 осіб; у Бобрі фінансували будівництво костелу, фінансували також ремонти багатьох костелів у інших населених пунктах. Ними був фундований костел у Салантаї, протягом 1765—1771 років вони заснували будівництво костелу в Ґрушлавці (збудований 1778 р.). 1773 року вони фундували мурований кляштор тринітаріїв з костелом Святої Трійці на вулиці Солець у Варшаві. У 1768—1771 роках у Вільні Огінський збудував триповерхову будівлю Палацу Огінських на вулиці Руднінку.

## Сім'я
1739 року Іґнацій Огінський одружився з Геленою Огінською, донькою Віленського воєводи Казімєжа Домініка Огінського. Шлюб був бездітним. За висловом видатного історика Владислава Конопчинського, Іґнацій Огінський «в очах своїх опонентів — „мішок беззаконня“, був би справді великим нулем, якби він не мав своєї дружини Гелени, красивої, розумної й атлетичної „ламачки підков“, поруч із ним».